# Sublativ
Der Sublativ ist ein Lokalkasus, der die Bewegung auf ein Bezugsobjekt hin bezeichnet.
Der Terminus Sublativ für diesen Lokalkasus wird vor allem in der Grammatik des Ungarischen verwendet, wo der Sublativ durch das Suffix -re/ra markiert wird.
Beispiele: hajó-ra „auf das Schiff“ (hajó „Schiff“), bokor-ra „auf den Strauch“ (bokor „Strauch“).
Etymologie: lateinisch sublatus 'hinaufgetragen' (also „Kasus des Hinauftragens“).